# Zé Du
Zé Du, Zedu ou ainda ZéDu, nome artístico de José Eduardo Gallindo Novo (São Caetano do Sul, 11 de janeiro de 1961), é um cantor, compositor, jornalista e apresentador de televisão em Mato Grosso do Sul.

## Biografia
Nasceu em São Caetano do Sul, São Paulo, em 11 de janeiro de 1961, cresceu em Santo André - também no ABC Paulista - cursou engenharia civil em Santos, e Pós-Graduação em Comunicação Social na UCDB; vive em Campo Grande, Mato Grosso do Sul, desde 1985, e a partir de 2007 volta às atividades em São Paulo pela facilidade de acesso aos demais estados do Brasil.
Participou de diversos festivais de música e tocou em bares. Compõem trilhas para peças de teatro, cinema, televisão e jingles para publicidade e propaganda.
Em Mato Grosso do Sul foi apresentado ao público no projeto Pixinguinha 86, e desde então passou a estar presente em todos os grandes projetos culturais do Estado. Gerente de programação da TV Educativa de Mato Grosso do Sul, dirigiu o programa musical Som do Mato, que vai ao ar em rede pela TVE Brasil, de 1997 a 1999. É também o Diretor de Programação da TV da Universidade Católica Dom Bosco, TV UCDB. Á frente do programa Alma Guarani exibido em todo o Brasil através de emissoras como Rede SescSenac (STV), AgroCanal (SBA) e TV Aparecida (A12); ZéDu volta a estar mais presente em São Paulo, inclusive em iniciativas junto à TV Aberta São Paulo e JBN TV.

## Música
Seu estilo musical é basicamente a MPB, a música regional sul-matogrossense (com grande influência paraguaia) e a música dita como raiz. Suas composições mais famosas são "Carta a José Antônio Pereira", “Alma Guarani” e “Fases e Luas”, esta última com videoclipe na TV Morena, emissora afiliada a Rede Globo.

## Televisão
Na televisão, Zé Du foi por algum tempo apresentador do programa “Alma Guarani”, da TVE MS, na qual canta a música tema. Atualmente ele apenas apresenta um quadro de entrevistas musicais, onde os convidados além de responderem a perguntas, também cantam músicas de seu repertório, muitas vezes acompanhadas do próprio Zé Du. Entre os grandes destaques, podemos citar sua entrevista com Luís Melodia, exibida em 2005, de grande repercussão. Zé Du também é responsável pela produção do programa Vinil Digital, exibido por uma emissora universitária local, a TV UCDB.
Em 2006, Zé Du foi um dos destaques de uma edição especial do programa Viola, Minha Viola, exibido pela TV Cultura e apresentado pela também cantora e apresentadora Inezita Barroso. Em 2007 ele compôs e apresentou no programa a música "Valsinha para Inezita", em homenagem à Rainha da música caipira.